# Draped Reclining Woman

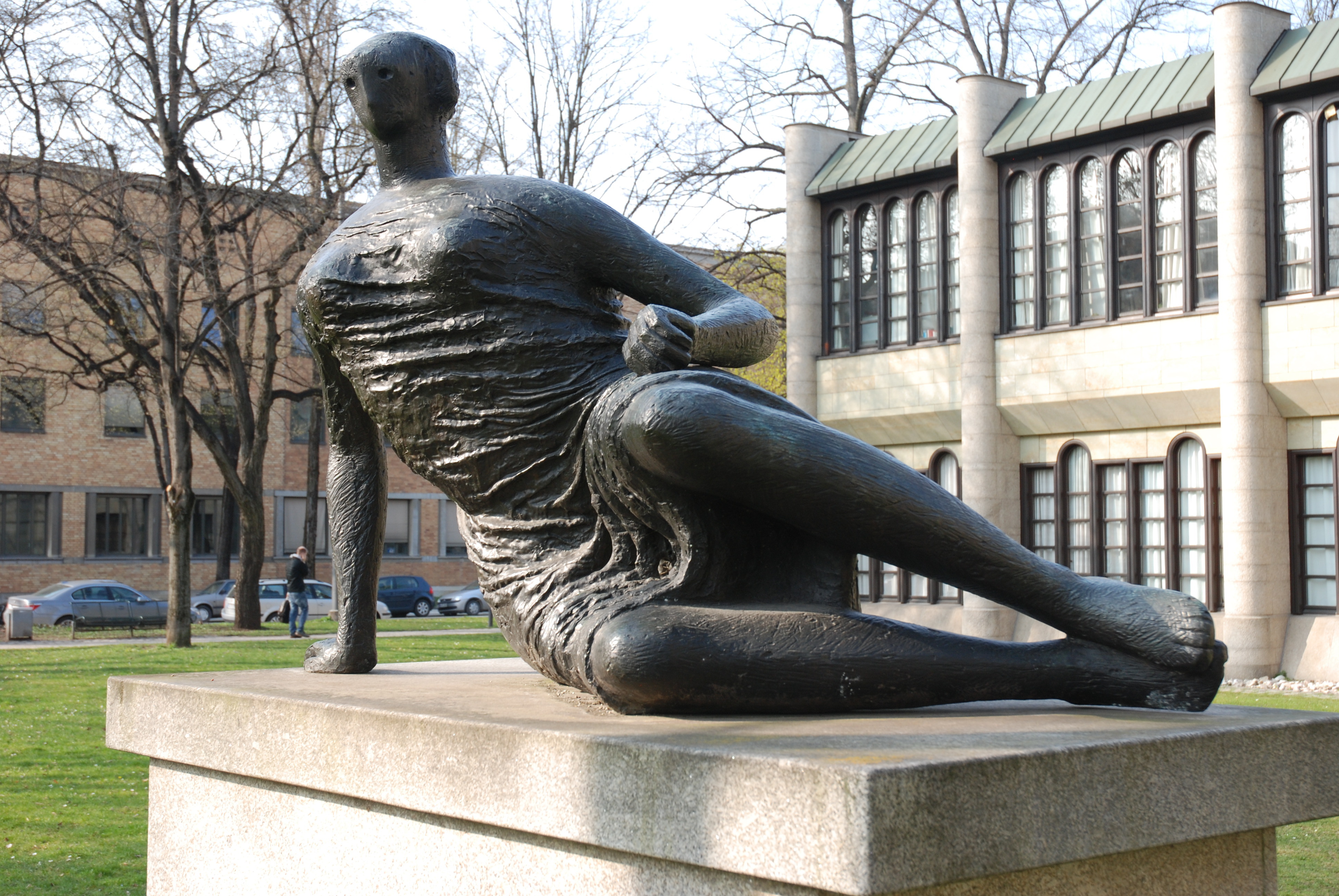
Im Skulpturenpark Pinakotheken in München

Draped Reclining Woman (deutsch Die Liegende) ist eine Bronzeplastik des britischen Künstlers Henry Moore, mit einer Serie von sechs Abgüssen (plus einem Künstlerguss, 0/6), die von Hermann Noack in Berlin hergestellt wurde. Nachdem Moore bereits in den Jahren 1952/53 eine Vorstudie unter dem Titel Draped Reclining Figure geschaffen hatte, entstand in den Jahren 1957/58 die Draped Reclining Woman.
Die Skulptur stellt eine weibliche Figur in seitlich liegender Position dar, wobei das Gewicht auf der rechten Hand und dem rechten Bein ruht. Die linke Hand ruht auf dem linken Oberschenkel, wobei das linke Knie leicht angehoben ist, die Füße jedoch zusammenstehen. Die „Drapierung“ betont die weibliche Figur, aber die Gesichtszüge sind abstrahiert und kaum herausgehoben, mit zwei Löchern für die Augen.

## Standorte
Die Plastiken befinden sich heute:
- bei der Staatsgalerie Stuttgart
- bei der Tate Gallery, London
- im Sainsbury Centre for Visual Arts an der University of East Anglia
- bei der Pinakothek der Moderne, München
- beim Norton Simon Museum, Pasadena
- in einer privaten Sammlung (2008 bei Christie’s in London für rund 4,3 Millionen Pfund Sterling verkauft)